# Henk-Jan Held
Hendrik Jan (Henk Jan) Held (ur. 12 listopada 1967 w Renswoude) – holenderski siatkarz, reprezentant kraju, grający na pozycji środkowego. Dwukrotny medalista olimpijski.
W 1992 na igrzyskach olimpijskich w Barcelonie wspólnie z kolegami zajął drugie miejsce. Cztery lata później znalazł się już wśród mistrzów olimpijskich. W 1997 był mistrzem Europy. Grał we Włoszech przez blisko 15 lat.
W listopadzie 2001 roku uzyskał obywatelstwo włoskie. Żonaty z Laurą, ojciec trójki dzieci.
Jego syn Tim, również jest siatkarzem. Od sezonu 2023/2024 jest zawodnikiem jednego z najbardziej utytułowanego klubu włoskiej Serie A1 - Sir Safety Susa Perugia.

## Sukcesy klubowe
Puchar Holandii:
- 1990, 1991

Liga holenderska:
- 1990, 1992
- 1991

Superpuchar Europy:
- 1995

Puchar Europy Mistrzów Klubowych:
- 1996

Puchar Grecji:
- 1997

Puchar Europy Zdobywców Pucharów:
- 1997

Liga grecka:
- 1997

Puchar CEV:
- 1999
- 1998, 2002

Liga włoska:
- 2001, 2005

## Sukcesy reprezentacyjne
Liga Światowa:
- 1996
- 1990

Mistrzostwa Europy:
- 1997
- 1993, 1995
- 1991

Igrzyska Olimpijskie:
- 1996
- 1992

Mistrzostwa Świata:
- 1994

Puchar Świata:
- 1995

Puchar Wielkich Mistrzów:
- 1997